# 徳川山町
徳川山町（とくがわやまちょう）は、愛知県名古屋市千種区の地名。現行行政地名は徳川山町1丁目から徳川山町6丁目。住居表示一部実施。

## 地理
名古屋市千種区中央部に位置する。東は田代町字鹿子殿・平和公園二丁目・池上町、西は春里町、南は日和町・猫洞通、北は自由ケ丘に接する。

## 歴史

### 地名の由来
当地に江戸時代、尾張藩の徳川山荘があったことによる。

### 沿革
- 1953年（昭和28年）3月1日 - 千種区田代町の一部により、同区徳川山町として成立[1]。
- 1955年（昭和30年）1月15日 - 千種区田代町の一部を編入する[1]。
- 1964年（昭和39年）1月10日 - 日和町・猫洞通・池上町の各一部を編入する[1]。
- 1986年（昭和61年）11月17日 - 千種区田代町の一部を編入する[1]。また、一部が同区鹿子殿に編入される[1]。

## 世帯数と人口
2019年（平成31年）1月1日現在の世帯数と人口は以下の通りである。
| 町丁     | 世帯数    | 人口    |
| -------- | --------- | ------- |
| 徳川山町 | 1,134世帯 | 2,674人 |

### 人口の変遷
国勢調査による人口の推移
| 1960年（昭和35年） | 2,801人 | [ 4 ]     |  |
| 1965年（昭和40年） | 2,996人 | [ 4 ]     |  |
| 1970年（昭和45年） | 2,881人 | [ 5 ]     |  |
| 1975年（昭和50年） | 2,695人 | [ 5 ]     |  |
| 1980年（昭和55年） | 2,526人 | [ 6 ]     |  |
| 1985年（昭和60年） | 2,414人 | [ 6 ]     |  |
| 1990年（平成2年）  | 2,484人 | [ 7 ]     |  |
| 1995年（平成7年）  | 2,172人 | [ 8 ]     |  |
| 2000年（平成12年） | 1,989人 | [ WEB 6 ] |  |
| 2005年（平成17年） | 1,872人 | [ WEB 7 ] |  |
| 2010年（平成22年） | 2,086人 | [ WEB 8 ] |  |

## 学区
市立小・中学校に通う場合、学校等は以下の通りとなる。また、公立高等学校に通う場合の学区は以下の通りとなる。なお、小・中学校は学校選択制度を導入しておらず、番毎で各学校に指定されている。
| 丁目          | 小学校                                        | 中学校                                      | 高等学校 |
| ------------- | --------------------------------------------- | ------------------------------------------- | -------- |
| 徳川山町1丁目 | 名古屋市立自由ヶ丘小学校                      | 名古屋市立千種台中学校                      | 尾張学区 |
| 徳川山町2丁目 | 名古屋市立自由ヶ丘小学校                      | 名古屋市立千種台中学校                      | 尾張学区 |
| 徳川山町3丁目 | 名古屋市立東山小学校 名古屋市立自由ヶ丘小学校 | 名古屋市立東星中学校 名古屋市立千種台中学校 | 尾張学区 |
| 徳川山町4丁目 | 名古屋市立自由ヶ丘小学校                      | 名古屋市立千種台中学校                      | 尾張学区 |
| 徳川山町5丁目 | 名古屋市立自由ヶ丘小学校                      | 名古屋市立千種台中学校                      | 尾張学区 |
| 徳川山町6丁目 | 名古屋市立自由ヶ丘小学校                      | 名古屋市立千種台中学校                      | 尾張学区 |

## 交通
- 名古屋市道牛巻茶屋ヶ坂線[2]

## 施設

### 1丁目
- 名古屋市営徳川山荘[2]

### 4丁目
- 愛知県精神医療センター[2]

### 5丁目
- 名古屋市営金児荘[2]
- 自由ケ丘会館

1987年（昭和62年）4月24日開館。公共用飛行場周辺における航空機騒音による障害の防止等に関する法律に基づき、国および県の補助金を受けて名古屋市が建設したもので、鉄筋2階建てで延べ面積は約511平方メートル。総工費は1億1605万円。集会室、会議室、和室、遊戯室、学習室を備える。

### 6丁目
- 神道大教天之御祖神社[2]
- 鹿子公園

1981年（昭和56年）4月1日供用開始。

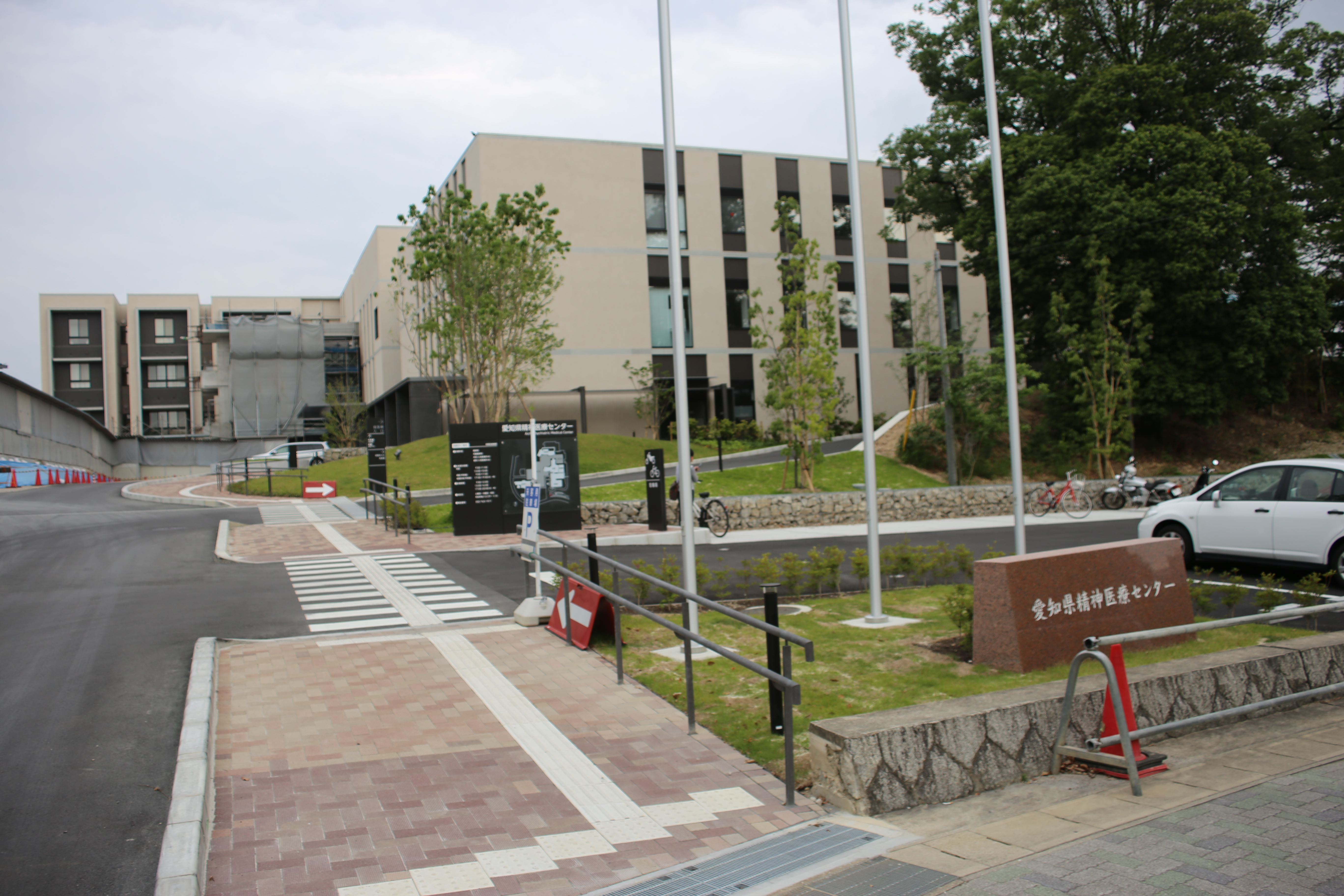
愛知県精神医療センター
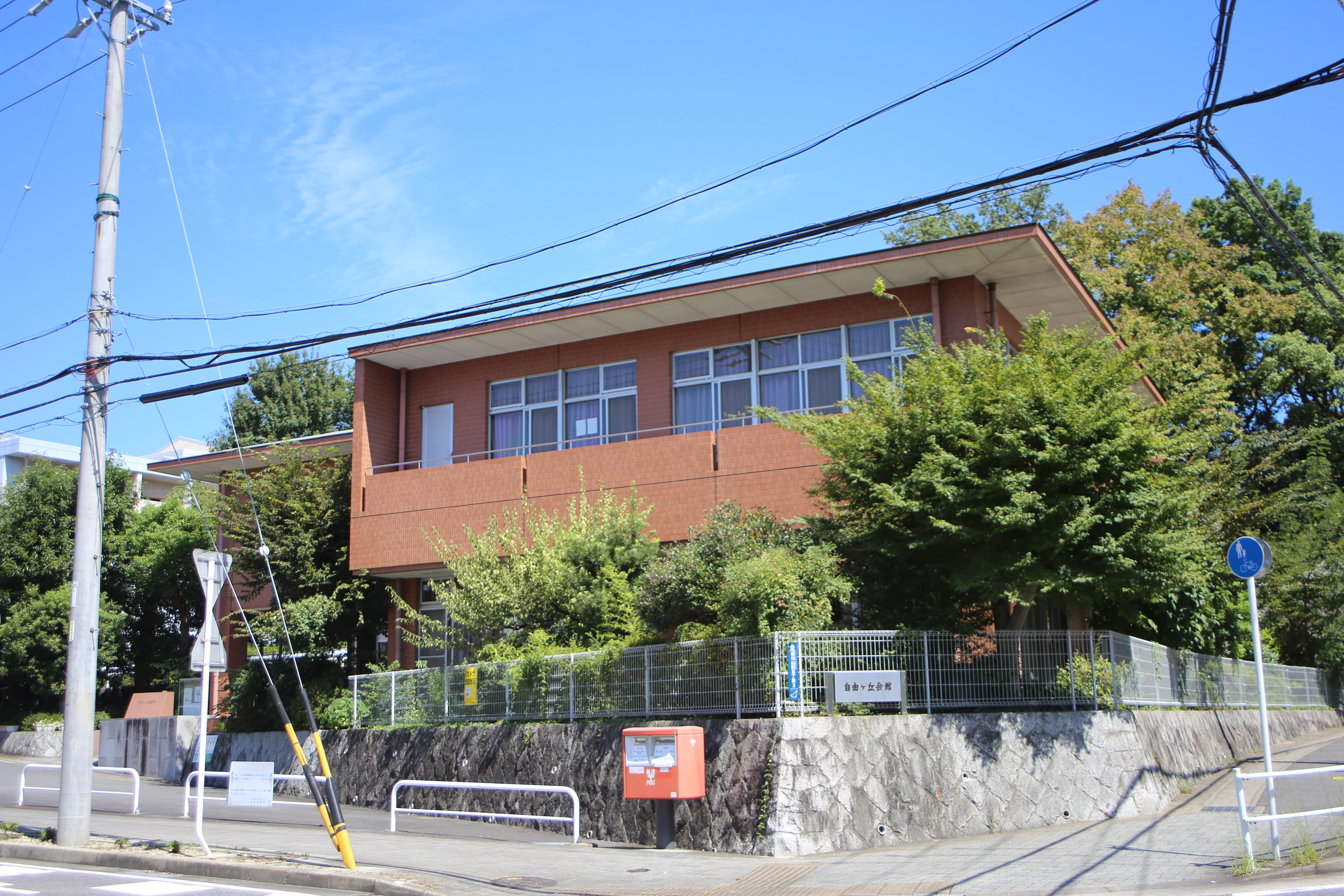
自由ヶ丘会館

## その他

### 日本郵便
- 郵便番号 : 464-0031[WEB 3]（集配局：千種郵便局[WEB 11]）。

### WEB
1. 1 2  “愛知県名古屋市千種区の町丁・字一覧”.   人口統計ラボ. 2016年1月29日閲覧。
2. 1 2  “町・丁目(大字)別、年齢(10歳階級)別公簿人口(全市・区別)”.   名古屋市 (2019年1月23日). 2019年1月23日閲覧。
3. 1 2  “郵便番号”.  日本郵便. 2019年1月6日閲覧。
4. ↑  “市外局番の一覧”.   総務省. 2019年1月6日閲覧。
5. ↑  名古屋市役所市民経済局地域振興部住民課町名表示係 (2015年10月21日). “千種区の町名一覧”.   名古屋市. 2016年1月29日閲覧。
6. ↑  名古屋市役所総務局企画部統計課統計係 (2005年7月1日). “（刊行物）名古屋の町(大字)・丁目別人口 (平成12年国勢調査) (8)千種区(第1表から第3表)” (xls). 2015年10月15日閲覧。
7. ↑  名古屋市役所総務局企画部統計課統計係 (2007年6月27日). “（刊行物）名古屋の町(大字)・丁目別人口 (平成17年国勢調査) (8)千種区(第1表から第3表）” (xls). 2015年10月15日閲覧。
8. ↑  名古屋市役所総務局企画部統計課統計係 (2012年4月22日). “（刊行物）名古屋の町(大字)・丁目別人口 (平成22年国勢調査) (8)千種区(第1表から第3表）” (xls). 2015年10月15日閲覧。
9. ↑  “市立小・中学校の通学区域一覧”.   名古屋市 (2018年11月10日). 2019年1月14日閲覧。
10. ↑  “平成29年度以降の愛知県公立高等学校（全日制課程）入学者選抜における通学区域並びに群及びグループ分け案について”.   愛知県教育委員会 (2015年2月16日). 2019年1月14日閲覧。
11. ↑  郵便番号簿 平成29年度版 - 日本郵便. 2019年01月06日閲覧 (PDF)

### 新聞
1. 1 2 3  「航空機騒音対策の会館 守山と自由ヶ丘に完成」『毎日新聞朝刊』1987年4月21日。

### 書籍
1. 1 2 3 4 5 6  名古屋市計画局 1992, p. 731.
2. 1 2 3 4 5 6 7  「角川日本地名大辞典」編纂委員会 1989, p. 1468.
3. ↑  名古屋市計画局 1992, p. 113.
4. 1 2  名古屋市総務局企画部統計課 1967, p. 66・67.
5. 1 2  名古屋市総務局統計課 1977, p. 41.
6. 1 2  名古屋市総務局統計課 1986, p. 14・16.
7. ↑  名古屋市総務局企画部統計課 1991, p. 6.
8. ↑  名古屋市総務局企画部統計課 1996, p. 8.
9. ↑  千種区制施行50周年記念事業実行委員会 1987, p. 482.
10. ↑  “都市公園の名称、位置及び区域並びに供用開始の期日” (2019年5月1日). 2019年11月3日閲覧。

### 統計資料
- 名古屋市総務局企画部統計課 編『昭和41年版 名古屋市統計年鑑』名古屋市、1967年。
- 名古屋市総務局統計課 編『昭和51年版 名古屋市統計年鑑』名古屋市、1977年。
- 名古屋市総務局統計課 編『昭和60年国勢調査 名古屋の町・丁目別人口（昭和60年10月1日現在）』名古屋市役所、1986年。
- 名古屋市総務局企画部統計課 編『平成2年国勢調査 名古屋の町（大字）別・年齢別人口（平成2年10月1日現在）』名古屋市役所、1994年。
- 名古屋市総務局企画部統計課 編『平成7年国勢調査 名古屋の町（大字）・丁目別人口（平成7年10月1日現在）』名古屋市役所、1996年。